# Tradutor universal
O tradutor universal é um dispositivo imaginário, presente em muitas histórias das ficção científica, capaz de traduzir em tempo real com qualquer língua, em forma compreensiva, de modo bidirecional.

## Star Trek
O tradutor universal é uma tecnologia-chave no universo imaginário da Star Trek, povoada por inúmeras espécies alienas é a série inteira, que pode-se ver sua   notável evolução. 
Na série de televisão Star Trek: Enterprise do tradutor, que se assemelha a um computador PDA (ou a um controle remoto), é usado principalmente por o oficial de comunicações, o segundo tenente Hoshi Sato, que é também o autor da invenção. Em Star Trek: Voyager está integrado ao sistema de comunicação (distintivo ou badge sobre o peito) para cada membro da nave. Na série Star Trek: Deep Space Nine é um tradutor universal miniaturizado implantado diretamente no ouvido de Ferengi, não está claro se esta é uma prótese fixa ou removível, no episódio "homens verdes" (Little Green Men) parece fixa, mas é acessível sua reparação a partir da fora. 
O tradutor universal é equipado com um algoritmo de inteligência artificial e é capaz de aprender uma nova língua, após um curto período de tempo de ouvir e de análise automatizada da linguagem, cuja estrutura é comparada com a de todas as línguas conhecidas, a fim de identificar semelhanças. Sua função específica é a de ler as ondas cerebrais, emitidas por qualquer forma de vida que encontre, sendo estas muito semelhantes em todas as espécies alienígenas e enviá-las de maneira que o cérebro receptor tenha a impressão de estar na mesma língua. No entanto, às vezes não consegue decifrar línguas estranhas muito complexas, especialmente se estas diferem significativamente dos que já estão em seu banco de dados ou se as ondas cerebrais são desconhecidas.

## Outros
- Peixe Babel, o tradutor universal biológico da série O Guia do Mochileiro das Galáxias por Douglas Adams.